# 素数冪
数学において、素数冪（そすうべき）または素冪（そべき）（英: prime power）とは、単一素数の正の整数乗になっている数をいう。例えば、7 = 71, 9 = 32 や 32 = 25 は素数冪だが、6 = 2 × 3, 12 = 22 × 3 や 36 = 62 = 22 × 32 は素数冪ではない（この定義では、1は素数冪には含まない）。
素数冪は小さいものから
2, 3, 4, 5, 7, 8, 9, 11, 13, 16, 17, 19, 23, 25, 27, 29, 31, 32, 37, 41, 43, 47, 49, 53, 59, 61, 64, 67, 71, 73, 79, 81, 83, 89, 97, 101, 103, 107, 109, 113, 121, 125, 127, 128, 131, 137, 139, 149, 151, 157, 163, 167, 169, 173, 179, 181, 191, 193, 197, 199, 211, 223, 227, 229, 233, 239, 241, 243, 251, 256, ... （オンライン整数列大辞典の数列 A246655）
と続くが、この並びには素数自体の項が多分に含まれており、それを除いたものは
4, 8, 9, 16, 25, 27, 32, 49, 64, 81, 121, 125, 128, 169, 243, 256, ... （A246547）
となる。
素数冪は、一つの素数でしか割り切れない正整数である。素数冪は準素分解（primary decomposition）になぞらえて準素数（primary number）とも呼ばれる。

## 性質
素数冪は素数の冪乗である。

### 代数的性質
p を奇素数とすればその冪 pn には必ず原始根があり、したがって、pn を法とする整数の乗法群（もしくは環 Z/pnZ の単数群を考えることと同等）は巡回的である。一方で2の冪は一般には原始根を持たない。Z/2nZ の単数群は n = 1, 2 では巡回的だが、n が3以上なら巡回的ではなく、2つの巡回群の直積 C2×C2n-2 に同型である。
有限体の要素の個数は必ず素数冪であり、逆に、どの素数冪も（同型を除いてただ一つの）有限体の要素数として現れる。この体は F(pn) などと書く。

### 組み合わせ的性質
解析的整数論で頻繁に使われる素数冪の性質に、素数を除いた素数冪全体の集合はその逆数の無限和が収束するという意味でsmall setであるというものがある（素数全体はlarge setである）。

### 約数の性質
素数冪のトーシェント関数 φ とシグマ関数 σ0, σ1 の値は次式で計算される。
{\displaystyle \varphi (p^{n})=p^{n-1}\varphi (p)=p^{n-1}(p-1)=p^{n}-p^{n-1}=p^{n}\left(1-{\frac {1}{p}}\right),}
{\displaystyle \sigma _{0}(p^{n})=\sum _{j=0}^{n}p^{0\cdot j}=\sum _{j=0}^{n}1=n+1,}
{\displaystyle \sigma _{1}(p^{n})=\sum _{j=0}^{n}p^{1\cdot j}=\sum _{j=0}^{n}p^{j}={\frac {p^{n+1}-1}{p-1}}.}
素数冪は全て不足数である。
素数冪 pn は n-概素数である。
友愛数となる素数冪 pn があるかどうかは不明である。もしあるとしたら、その pn は101500より大きく、n は1400より大きい必要がある。

## その他
1997年の映画『キューブ』では、迷路のような立方体構造の中にひそむ致命的な危険を見分ける手掛かりとして、素数冪が着目されるシーンがある。